# Contele Dracula (film din 1977)
Count Dracula este un film britanic de televiziune din 1977 regizat de Philip Saville și scris de Gerald Savory, cu actorii Louis Jourdan (ca Dracula), Judi Bowker (ca Mina Westenra) și Frank Finlay (ca Abraham Van Helsing) în rolurile principale. Este bazat pe romanul Dracula de Bram Stoker.

## Distribuție
- Louis Jourdan - Contele Dracula
- Frank Finlay - Professor Van Helsing
- Susan Penhaligon - Lucy Westenra
- Judi Bowker - Mina Westenra
- Jack Shepherd - Renfield
- Mark Burns - Dr. John Seward
- Bosco Hogan - Jonathan Harker
- Richard Barnes - Quincey P. Holmwood